# Эстляндская армия (РККА)
Эстляндская армия (эст. Eesti Punaarmee) — одна из армий РККА, сформированная во время Гражданской войны.

## Формирование
Сформирована постановлением РВСР и СНК Эстляндской трудовой коммуны от 18 февраля 1919 года из частей 7-й армии в составе Западного фронта с целью « освобождения Эстонии от националистов и белогвардейцев». Расформирована 30 мая 1919 года, войска были переданы в состав 7-й и 15-й армий.

## Состав
В состав армии входили:
- 1-я Эстляндская стрелковая дивизия (март — 30 мая 1919 года)
- Мариенбургская группа войск (7 апреля — 25 мая 1919 года; в оперативном подчинени)
- Псковская группа войск (8 апреля — 30 мая 1919 года)
- Чудская военная флотилия (март — май 1919 года; в оперативном подчинении)

## Боевые действия
К весне 1919 года армия занимала полосу шириной 280 км, который разделялся на три боевых участка: Нарвский, Озёрный (вдоль восточного берега Чудского и Псковского озёр). В апреле 1919 года войска армии вели наступление в Лифляндии на верроском направлении, которое закончилось неудачей. Армия приняла участие в отражении первого наступления Северного корпуса на Петроград в мае 1919 года, действуя на нарвском и гдовском направлении и прикрывая железную дорогу Луга — Псков. Приказом по войскам Западного фронта от 25 мая 1919 года была подчинена командованию 7-й армии, а 30 мая расформирована.

## Командный состав
Командующий:
- 27.02.1919 — 30.05.1919 Васильев, Михаил Николаевич

Члены РВС
- 18.02.1919 — 30.05.1919  Изак, Рейнгольд Иванович
- 18.02.1919 — 30.05.1919 Керрес Мартин
- 02.04.1919 — 30.05.1919 Восков, Семён Петрович
- 20.04.1919 — 24.05.1919 Пальвадре, Яков Карлович

Начальник штаба:
- 18.02.1919 — 30.05.1919 Корк, Август Иванович